# Kimberleyeleotris
In die Gattung Kimberleyeleotris sind zwei Süßwasser-Grundelarten aus der Familie der Schläfergrundeln gestellt. Sie kommen nur lokal in den nördlichen Kimberleys in Australien vor (Endemiten), worauf der Gattungsname hinweist.

## Merkmale
Die Schläfergrundeln dieser Gattung sind klein, schlank und seitlich abgeflacht. Sie werden vier Zentimeter lang. Die Körper weisen bräunliche Grundfärbungen auf. Männchen sind farbiger und etwas größer als Weibchen.

## Vorkommen und Habitat
Die beiden Arten der Gattung kommen nur in jeweils einem Fluss in den nördlichen Kimberleys im Bundesstaat Westaustralien vor. Beide Arten sind aufgrund des begrenzten Verbreitungsgebiets gemäß Roter Liste gefährdeter Arten der IUCN als „potentiell gefährdet“ eingestuft.
Habitate sind schwach oder moderat fließendes klares Wasser in Bächen und Pools mit steinigem oder sandigem Boden. Die Tiere halten sich überwiegend in Bodennähe bei Steinen auf, gelegentlich auch im freien Wasser.

## Systematik
Die Gattung Kimberleyeleotris umfasst zwei wissenschaftlich beschriebene Arten: 
- Kimberleyeleotris hutchinsi Hoese & Allen, 1987 (engl.: Mitchell Gudgeon) aus dem Mitchell-Flusssystem oberhalb Mitchell Falls
- Kimberleyeleotris notata Hoese & Allen, 1987 (engl.: Drysdale Gudgeon) von einem Ort aus dem Drysdale River im Drysdale Nationalpark